# Хайнрих IV (Бар)
Вижте пояснителната страница за други личности с името Хайнрих IV.
Хайнрих IV (на френски: Henri IV de Bar, на немски: Heinrich IV; * 1315/1320, † 24 декември 1344) от Дом Скарпон, e граф на Бар и Мусон от 1337 до 1344 г.

## Живот
Той е син на граф Едуард I († 1336) и на Мария Бургундска (1298–1336) от Старата бургундска династия, дъщеря на херцог Роберт II от Бургундия и Агнеса Френска (1260 – 1327), дъщеря на френския крал Луи IX. По бащина линия е правнук на английския крал Едуард I.
През 1344 г. той е пратеник с Жан II и Одо IV на братовчед му крал Едуард III при папа Климент VI в Авиньон, за да преговаря за нов договор. Една епидемия ги кара да напуснат града. Хайнрих обаче се заразява и през юли напуска другите, през октомври пристига във Венсе́н и умира на 24 декември 1344 г.

## Фамилия
Той се жени през 1338 г. за Йоланта Фландърска († 1395), дъщеря на Роберт дьо Дампиер, господар на Марл, и Жана Бретанска, внучка на граф Роберт III от Фландрия и на Йоланда Бургундска, графиня на Невер. Те имат децата:
- Едуард II († 1352), граф на Бар и Мусон 1349
- Роберт I († 1411), граф на Бар и Мусон 1352, херцог на Бар 1354